# Big Shot!!
「Big Shot!!」（ビッグ ショット）は、ジャニーズWESTの13枚目のシングル。2019年10月9日にジャニーズ・エンタテイメントから発売。

## 概要
- 前作「アメノチハレ」から約6か月ぶりのシングルとなる。

- 初回盤A・B、通常盤の3形態となり、それぞれ収録曲・ジャケット写真ともに異なる。

- 表題曲は、メンバーがスペシャルサポーターを務める『FIVBワールドカップバレーボール2019』の大会テーマソングである。また、デビュー後のグループが大会テーマソングを歌うのは初めてである。

- 歌詞には、歴代サポーターを務めてきたV6、嵐、NEWS、Hey! Say! JUMP、Sexy Zoneのグループ名や、歴代大会テーマソングの曲名・歌詞が織り込まれている。[1]また、勝利に向かって挑み続ける人々へエールを送るアップテンポナンバーとなっている。

- 初回盤A・Bには、オリジナル・カラオケ2曲を収録。

- 初回盤Aには、表題曲のMusic Clip & Makingとカップリング曲「Go Low Low」を収録。

- 初回盤Bには、カップリング曲「Make a Wish!! 〜世界中が愛してる〜」と、2019年4月23日にCDデビュー5周年のイベントとして行われた『5周ねんやねん♪よろしゅうねん♪』のイベントの模様がノーカットで収録したDVDが付属されている。

- 通常盤には、カップリング曲「虹の旅」「WESTォォォォ!!! 〜愛のセッション〜」とオリジナル・カラオケ3曲を収録。

## 先着購入特典

### 初回盤A
1. Big Shot!! フォトカード(ジャニーズWEST Ver.A)

### 初回盤B
1. Big Shot!! フォトカード(ジャニーズWEST Ver.B)

### 通常盤
1. Big Shot!! フォトカード(ジャニーズWEST Ver.C)

## 封入特典

### 初回盤A・B
1. 2面4Pジャケット

### 通常盤
1. 3面6Pジャケット

## 収録曲

### CD

#### 通常盤
1. Big Shot!! [4:46]
作詞：栗原暁、作曲：久保田真悟・栗原暁、編曲：久保田真悟
  - フジテレビ系『FIVBワールドカップバレーボール2019』イメージソング
2. 虹の旅 [3:31]
作詞：CHIYOKO、作曲：CHIYOKO・U-KIRIN、編曲：U-KIRIN
3. WESTォォォォ!!! 〜愛のセッション〜 [3:59]
作詞・作曲・編曲：庄田ゲゲゲ
4. Big Shot!!（オリジナル・カラオケ）
5. 虹の旅（オリジナル・カラオケ）
6. WESTォォォォ!!! 〜愛のセッション〜（オリジナル・カラオケ）

#### 初回盤A
1. Big Shot!!
2. Go Low Low [3:53]
作詞：岡嶋かな多、作曲：Takuya Harada・Erik Lidbom、編曲：CHOKKAKU
3. Big Shot!!（オリジナル・カラオケ）
4. Go Low Low（オリジナル・カラオケ）

#### 初回盤B
1. Big Shot!!
2. Make a Wish!! 〜世界中が愛してる〜 [4:45]
作詞：栗原暁、作曲：久保田真悟・栗原暁、編曲：久保田真悟・和音正人
3. Big Shot!!（オリジナル・カラオケ）
4. Make a Wish!! 〜世界中が愛してる〜（オリジナル・カラオケ）

### DVD

#### 初回盤A
1. 「Big Shot!!」Music Clip & Making

#### 初回盤B
1. 2019.4.23 CDデビュー5周年イベント『5周ねんやねん♪よろしゅうねん♪』

## テレビ出演
Big Shot!!
- 『ベストアーティスト2019』（2019年11月27日、日本テレビ）
濵田が足の負傷の為、6人で披露

- 『2019 FNS歌謡祭』（2019年12月11日、日本テレビ）
濵田が足の負傷の為、6人で披露